# دودمان اشکانی اران

نقشه اران در قرن ۵ میلادی

دودمان اشکانی اران، سلسله‌ای با اصالت پارتی بود که از قرن اول تا پنجم میلادی بر اران حکم می‌راند. آنها شاخه‌ای از اشکانیان بودند که به همراه حاکمان اشکانی ارمنستان و ویروزان یک اتحادیه خانوادگی اشکانی را پدیدآوردند. بعدها مهرانیان جانشین سلسله اشکانی اران شدند. مؤسس کاغانکاتواتسی مورخ فهرستی از ده پادشاه اشکانی اران از از واچاگان اول دلاور در نیمه دوم قرن سوم تا واچاگان سوم پرهیزگار در قرن پنجم ارائه می‌دهد.
- واچاگان دلاور
- واچه ال
- اورنایر
- واچاگان دوم
- میرهوان
- ساتُی
- آسای
- ازواهن
- واچه دوم
- واچه سوم پرهیزگار